# Hasson Heights
 (août 2025).
Pour les articles homonymes, voir Hasson.
Hasson Heights est une census-designated place située dans le comté de Venango, dans l’État de Pennsylvanie, aux États-Unis. Lors du recensement de 2020, elle compte 1 229 habitants.